# Thiago Braz
Thiago Braz da Silva (Marília, 16 dicembre 1993) è un astista brasiliano, campione olimpico della specialità a Rio de Janeiro 2016.
Il 15 agosto vince la medaglia d'oro olimpica a Rio de Janeiro, saltando a 6,03 metri e stabilendo il nuovo record olimpico.
Dal 13 maggio 2022 è tesserato per il Gruppo Sportivo AVIS Barletta.

## Palmarès
| Anno | Manifestazione          | Sede           | Evento           | Risultato | Prestazione | Note                                        |
| ---- | ----------------------- | -------------- | ---------------- | --------- | ----------- | ------------------------------------------- |
| 2010 | Olimpiadi giovanili     | Singapore      | Salto con l'asta | Argento   | 5,05 m      | Miglior prestazione personale               |
| 2012 | Mondiali juniores       | Barcellona     | Salto con l'asta | Oro       | 5,55 m      | Miglior prestazione nazionale under 20      |
| 2013 | Campionati sudamericani | Cartagena      | Salto con l'asta | Oro       | 5,83 m      | Record sudamericano · Record dei campionati |
| 2013 | Mondiali                | Mosca          | Salto con l'asta | 14º (q)   | 5,40 m      |                                             |
| 2014 | Mondiali indoor         | Sopot          | Salto con l'asta | 4º        | 5,75 m      |                                             |
| 2014 | Giochi sudamericani     | Santiago       | Salto con l'asta | nm        | nm          |                                             |
| 2015 | Giochi panamericani     | Toronto        | Salto con l'asta | nm        | nm          |                                             |
| 2015 | Mondiali                | Pechino        | Salto con l'asta | 19º (q)   | 5,65 m      |                                             |
| 2016 | Mondiali indoor         | Portland       | Salto con l'asta | 12º       | 5,55 m      |                                             |
| 2016 | Giochi olimpici         | Rio de Janeiro | Salto con l'asta | Oro       | 6,03 m      | Record olimpico · Record sudamericano       |
| 2018 | Mondiali indoor         | Birmingham     | Salto con l'asta | 12º       | 5,60 m      |                                             |
| 2019 | Campionati sudamericani | Lima           | Salto con l'asta | Argento   | 5,41 m      |                                             |
| 2019 | Giochi panamericani     | Lima           | Salto con l'asta | 4º        | 5,51 m      |                                             |
| 2019 | Mondiali                | Doha           | Salto con l'asta | 5º        | 5,70 m      |                                             |
| 2021 | Giochi olimpici         | Tokyo          | Salto con l'asta | Bronzo    | 5,87 m      | Miglior prestazione personale stagionale    |
| 2022 | Mondiali indoor         | Belgrado       | Salto con l'asta | Argento   | 5,95 m      | Record sudamericano                         |
| 2022 | Mondiali                | Eugene         | Salto con l'asta | 4º        | 5,87 m      |                                             |
| 2025 | Sudamericani            | Mar del Plata  | Salto con l'asta | 4º        | 5,30 m      |                                             |